# Fagner
Fagner, właśc. Fagner Conserva Lemos (ur. 11 czerwca 1989 w São Paulo) – brazylijski piłkarz występujący na pozycji prawego obrońcy w brazylijskim klubie Corinthians Paulista oraz w reprezentacji Brazylii.

## Kariera klubowa
Karierę rozpoczął w Corinthians Paulista w 2005. W 2007 został włączony do pierwszej drużyny. W lutym 2007 podpisał pięcioletni kontrakt z PSV Eindhoven obowiązujący od 1 lipca 2007, a niedługo potem został wypożyczony do Vitória Salvador. We wrześniu 2008 holenderski klub zerwał umowę z piłkarzem uznając go za nieperspektywicznego. Po odejściu z klubu przeszedł do CR Vasco da Gama. W 2011 znalazł się w najlepszej jedenastce sezonu. W lipcu 2012 trafił do VfL Wolfsburg, z którym podpisał czteroletni kontrakt. W lipcu 2013 wrócił do Vasco da Gama na zasadzie wypożyczenia. W styczniu 2014 został wypożyczony do Corinthians, a na początku 2015 został wykupiony przez ten klub.

## Kariera reprezentacyjna
Wraz z brazylijską kadrą do lat 20 wygrał Młodzieżowe Mistrzostwa Ameryki Południowej 2007.
W dorosłej reprezentacji Fágner zadebiutował 26 stycznia 2017 roku w towarzyskim spotkaniu z Kolumbią (1:0). Znalazł się w kadrze na Mistrzostwa Świata 2018, gdzie wystąpił w 4 meczach.